# 夏のあらし!
『夏のあらし!』（なつのあらし!）は、小林尽による日本の漫画。また、それを原作としたアニメ作品。古い喫茶店「方舟」（はこぶね）を舞台とする、現代人の少年と、日本本土空襲の暗い過去を引きずり過去と現在を行き来する幽霊の少女の物語。
スクウェア・エニックス『月刊ガンガンWING』にて、2006年10月号より連載を開始したが、同誌が2009年5月号をもって休刊したことに伴い、後継誌の『月刊ガンガンJOKER』へ移籍して2010年10月号まで連載された。
テレビアニメが、2009年4月から6月（一部局では7月）までと同年10月から12月（一部局では翌年1月）まで、テレビ東京系列各局にて放送された。

## あらすじ
夏休みを利用して横浜の祖父の家に泊まりに来た八坂一。彼はたまたま涼みに入った喫茶店の従業員・嵐山小夜子に一目惚れをしてしまう。とあるきっかけで小夜子が一に触れた瞬間、2人の間に雷のような衝撃が走る。あらしは「通じた！」と声を漏らすと、驚いた一を外へ連れ出す。そのまま2人で裏山を駆け抜けると、目の前には現代の日本だとは思えない風景が広がっていた……。

## 登場人物
嵐山 小夜子（）
声 - 白石涼子
本作のヒロイン。通称：あらし。
喫茶店「方舟」で働く、黒のロングヘアが似合う古風な美少女。飄々とした性格だが、凛とした雰囲気を持っている。
実は毎年夏だけに現れる幽霊で、60年前（戦中、1940年代前半）に亡くなった女学生。過去へタイムトリップできる特性を身に付けている。当時は高等女学校に通っており、そのころから容姿は変わっていない。すでに死んでいるため、カメラやビデオを撮ってもノイズが入り映らない。
何故こうなってしまったのかは、横浜大空襲がきっかけであること以外は本人も理解しておらず、その真相を探るために八坂と共に60年前へのタイムトリップを繰り返し行う。その際に本来亡くなるはずであった人々を救っているが、それが歴史を狂わせる可能性も理解しており、内心では葛藤を抱えている。後に、この問題はある程度解消される。
八坂に教えられてスケボーやクレーンゲームにはまるなど、チャレンジ精神は旺盛で負けず嫌い。一般常識に疎くスキがあり、そこが男心をくすぐるとのこと。外出の際はもっぱらスケボーに乗っており、着物のままでも楽々と乗りこなしている。現在は八坂の祖父の家に居候。
1940年（昭和15年）の時点では八坂と同い年（13歳）なので、1926年から1927年（昭和元年から2年）の生まれと思われる。年の離れた海軍少佐の兄・麟太郎がおり、実家はかなりの資産家である。
八坂と山代が丸山の仮説を読み解いたことで、60年前の身体に戻る決意をする。
横浜大空襲の日、八坂と共に潤と未来のカヤを救出するが、八坂を庇った時に致命傷を受け、唯一元の身体に戻ることができず消滅してしまう。しかしその後、八坂との再会を果たした。
八坂 一（）
声 - 三瓶由布子
本作の主人公。
四角いメガネがトレードマークの13歳（中1）の少年。普段は父方の実家である広島県の呉市海事歴史科学館の近くに居住しており、横浜は母方の実家である。夏休みに祖父の家へ身を寄せた際、あらしに一目惚れしたことから彼の非日常が始まった。彼女と“通じた”ため、一緒に「方舟」の従業員を務めながら、60年前の真相を解き明かす手伝いをする。
人付き合いが良く、初対面の人間にも気さくに話しかけたり、ノリが良かったり、さりげない気配りをするなどと社交性の高さが見られる。その一方、熱くなると相手のことを考えずに行動する強引な面や、あらしを救うためにグラサンにとび蹴りを入れたり、60年前の少年たちに喧嘩で勝つなど、体を張る勇敢な面もある。あらしと科学が大好きで、将来の夢は科学者。田舎育ちなので運動能力は高く、体はかなり筋肉質である。
恐ろしく鈍感。潤を男だと思い込んでおり、潤の全裸を目撃しても女だと気付かなかった。
恋敵の山代に対しては呼び捨てで比較的高圧的であったが、時間移動に関する出来事以降は武士さんと呼び方を改め敬語を使うようになった。
横浜大空襲の日、あらしを助けるために奮闘するが、霊体のあらしは致命傷を受け消滅してしまう。しかし、その後再会を果たした。
10年前の阪神・淡路大震災によって父を亡くしていると思われる。父は「人を守れる強い男になれ」という言葉を一に遺した。
上賀茂 潤（）
声 - 小見川千明
八坂の友人。
男として働いているが、実は現役の中学生モデルとして活動している男装の美少女。八坂と出会った日は男子用学生服を着用しての撮影中、休憩時間に「方舟」へやって来てたまたま彼の隣の席に居合わせただけだったが、いつの間にか八坂ともども従業員にされてしまった。
役者としての勉強も兼ねて「方舟」限定で男のふりを続けることにしたらしく、初めのうちは誰にも性別を疑われることはなかったが、カヤには“通じた”ことによって女の子だと知られてしまった。後に、あらしもある一件でこのことを知る。
八坂とは同い年。最初に話しかけられた時は少し迷惑そうではあったものの、いつの間にか友達となり行動を共にすることが多くなった。女だということを知られていないため、その容姿や考え方を「女っぽい」とからかわれることが多く、その度に強く否定している。しかし、アニメでは「胸なんかガリガリじゃねぇか」と言われて足を踏みつけるなど、女としてのプライドも覗かせた。一緒に出かける際は大抵彼の自転車の後ろが定位置。
演技力が高く、大学生の自主製作映画に参加した際に八坂や大学生に絶賛された。女優の姉が居り、自身は末っ子。家は裕福らしく、車庫に家族のものと思われる車が3台ある。血液型はB型。
横浜大空襲の日、未来のカヤと共に川で溺れた丸山を救出した。
その後はマスターと共に方舟で働き続ける。マスターはそれを八坂とのつながりを保つためだと推測している。数年後は八坂の前で女学生姿で登場しており、すでに自分の性別を明かしたようである。
カヤ・バーグマン (Kaja Bergmann)
声 - 名塚佳織
あらしの60年前の友人。
ドイツからの留学生。空襲のゴタゴタであらしと離れ離れになってしまい、現代になって「方舟」で再会を果たす。
お嬢様らしく物腰が穏やか。日本文化びいきで日舞や茶道・華道を嗜む他、男性に対し免疫がないなど、並の日本人以上に大和撫子である。やや毒舌家でクールな性格だが、意外にもおだてられることに弱い。戦中の物資欠乏の影響もあり、極度の甘いもの好き。幽体でありながらまったく泳げない弱点がある。
あらしと同様の能力を持ち、潤と“通じる”ことでタイムトリップが可能。ただし、あらしとは違い、彼女が“通じる”相手は女の子のみ。また、空襲で亡くなるはずだった人を救うことには、歴史を狂わせる恐れがあるとして反対している。
戦中は帰国の意思を洩らしていたがその手段がなく、日本にとどまり続けることとなった。現在は潤の自宅に居候中。せめてもの恩返しとして家事を手伝っている。
横浜大空襲の日、炎から逃れるために入った川で丸山と共におぼれているところをあらし達に助けられる。カヤが泳げないのは、この川での恐怖体験が原因である。
生き残ったカヤはその後丸山と結婚し、猪田が女学生を守るために作った「イノダハウス」の管理を引き継ぐ。
アニメでは、寒いオヤジギャグを言うのが好きという設定も追加されていた。
マスター / さやか
声 - 生天目仁美
喫茶店「方舟」のマスター。
自称20代前半（アニメでは26歳の山代に対して年上の女性は嫌い？ と尋ねながら迫っていた）の女性。しかし本当は「方舟」の本来のマスターではなく、筋金入りの詐欺師。男子学生に貢物をさせたり、勝負事に勝つためにどんな策をも講じる悪女である。「世の中カネだ！」と明言しているが、素性の知れないあらしを雇ったなど懐の深い部分もある。
様々なサイズの従業員の制服を“趣味”で持っている。体術にも長けており、グラサンにプロレス技をかけて倒している。
アメリカ人とのクォーターであり、潤に語った身の上話によれば極めて壮絶な人生を送ってきたらしい。語った後、自身ですぐに創作だと冗談めかして否定しているが、彼女を保護した施設が実在することから、この身の上話は事実であると思われる。ちなみに、保護した施設の責任者は空襲を生き残ったやよゐと加奈子である。
潤が女だということも早くから気づいていた。
横浜大空襲の日、やよゐ、加奈子、グラサンと共に60年前のやよゐと加奈子を救うべく奮闘する。その後は潤と2人で方舟を続けた。
愛車は大型スクーター。
グラサン / 村田 英雄（）
声 - 安元洋貴（青年時）、くまいもとこ（小学生時）
あらしを追う場末の私立探偵。
筋骨隆々でサングラスをかけた男。常に日本刀を携帯している。当初は敵として登場し、執拗にあらしを追いかけていた。しかし、あらしの問題が解決した後は加奈子達の使用人となり、加奈子らが方舟に勤めているため、事実上方舟の準店員ともなっている。息子が四人いるとのこと。
反射神経に優れ、戦闘能力は加奈子を上回る。しかし、倒れた者には手を出さない主義であり、これが原因で加奈子に敗れている。
本人は気づいていないが、実は父親の代と自身の子供のころにおいて、あらしと繋がりがある。英雄の父・三吉は空襲に巻き込まれたところを、過去にタイムスリップしたあらしに助けられている。英雄本人も子供のころにあらしと会ったことがある。また、「英雄」という名前も、あらしのような英雄になれと三吉が名づけたもの。
八坂からはグラサン、あらしらからは村田さん、マスターと加奈子からはヒデオと呼ばれている。
愛車は旧いスクーター。原作ではピアジオベスパ、アニメでは富士重工のラビット。双方共に改造の結果により大型スクーター以上の加速を得ている。
恩人の家族を守るために右目を失っている。また残った目も加奈子から戦争時代の男の目と言われるほどに荒んでいる。
横浜大空襲の日、やよゐと加奈子を命がけで守り抜き、やよゐ達が元の時代で生きるために60年前に居残った。その後は存在エネルギーの消滅に伴って加奈子と別れ、現代へ帰還する。
伏見 やよゐ（）
声 - 野中藍
謎の洋館の女性。あらしと同じ幽霊。
性格・容姿共に大和撫子を思わせる女性。
当初は空襲の恐怖により歩くことができなかったが、八坂と“通じ”て過去にタイムスリップした際に身を挺して加奈子を機銃掃射から救ったことを切っ掛けに歩けるようになる。戦時中は女学生であり、あらし達の後輩であった。特技はピアノ演奏。彼女のタイムスリップの能力はオールマイティであり、八坂のほかに犬のジョゼフィーヌやマスターとも“通じる”ことが出来る上に場所の移動も可能である。
グラサンのエネルギーを受けているため、細身ながら怪力の持ち主である。
実家は時計店（当時、時計店は裕福な店とされている）。服装は白色系を好む。
山代から真相が明かされた後、苦難を受け入れ60年前に戻る決意を固める。
横浜大空襲の日、グラサンに守られ一命を取り留める。その後は無事に孤児を保護する施設の副理事として生きていった。
原作では11話からの登場だが、アニメでは序盤から他作品の特徴を語るストーリテラーとして登場し、その作品の特徴的な一言でオチを付けている。
山崎 加奈子（）
声 - 堀江由衣
やよゐと共に住む女性。同じく幽霊。
やよゐとは正反対で冷たく激しい性格。かなりの毒舌家であり、笑うことはほとんどなく鼻で笑う程度。服の色も正反対であり、やよゐが白なのに対し、加奈子は常に黒系を選び、普段着も水着も黒で例外はバイト時の女給服である。60年前は戦時中ということもあり、普段着は地味な着物ともんぺ姿であったが、休電日の演奏会に来た時は上着だけは2トーンカラーのものを着ていた。
やよゐに対してはおだやかで、かなり過保護。八坂と“通じ”てやよゐが消えたときは激しく動揺の色をあらわにした。凄まじい体術の使い手で、白兵戦の実力はグラサンに近いレベルにある。やよゐを守るためならば手段を選ばず、様々な種類のナイフやボウガンやスタンガンを隠し持ち、かつどれも使いこなしている。
現在住んでいる屋敷も、やよゐのために彼女が見つけたもの。長い間二人で引き篭もっていたためテーブルゲーム等に非常に強く、特に麻雀は代打ちが務まるほどの腕前。
やよゐとは違い、戦時中は女工であった。そのため当初はやよゐのことを嫌っていたが、（八坂と一緒にタイムスリップした）やよゐに身を挺して機銃掃射から救われてから仲良くなる。
グラサンと“通じ”、現在は使用人としてこき使っている。
山代から真相を明かされた当初、過去へ戻ることを取り乱して恐れたが、やよゐの説得で60年前に戻る決意を固める。
横浜大空襲の日、未来から飛んできたグラサンに守られ命を取り留める。爆撃により脚を失ったが、その後は孤児を保護する施設の理事長となる。加奈子は孤児だったマスターを保護した施設の理事長その人なのであった。
アニメではやよゐと同様に、毎回ある作品をネタにするフリ役として原作よりも早く登場する。
山代 武士（）
声 - 杉田智和
有名企業「下松電器」に勤めるエリート社員。
あらしに好意を抱いている。実は初恋である。十年前に溺れかかった際、タイムスリップしていたあらしに救出されたのがきっかけ。この一件から、あまり海が得意ではない。後にあらしに告白することとなる。
イケメンであるが故、八坂から一方的なライバル意識を向けられている。
教育に厳しい両親の元で育てられ、その反動で中学時代には誤った道に進みかけた経験もあるが、タイムスリップしていたやよゐとの出会いがきっかけで更生した。心中描写では、そのころの伝法な言葉遣いがなされていることもある。
飼い犬であるセント・バーナードのジョゼフィーヌは、やよゐと通じている。
科学に強く、八坂が理解できないレベルの論文の解明を依頼したこともあり、さらに丸山の残した資料からあらしたちの時間移動に関する仮説を立てた。
実は現代までひそかに生き残っていた丸山から全てを知らされており、あらしたちのことも知っていた。丸山との約束であらしたちを見守るにとどめていたが、丸山との約束を破り八坂に手を貸す。
現代に生きている老年のカヤとも知り合いで、イノダハウスにも出入りしている。
アニメでは中学時代などの影の面は全く描かれず、エリートのイケメンという面のみが描かれていた。またあらしに対する恋愛感情も明確には描かれなかった。
店長 / 丸山（）
声 - 竹若拓磨
60年前の「方舟」（当時の店名はミルクホールハコブネ）の店長。
丸眼鏡をかけた、温和な笑みを絶やさない面長な男性。理化学研究所に在籍した経歴があり、フィリピン戦線による戦闘で片足を負傷している。
店は物資不足で開店休業状態であり、地元の隣組に所属している。カヤとは相思相愛でありながらも、互いにそれを言い出せないでいる。
後に、あらしの兄である親友の麟太郎とともに日本軍の機密事項に関わる研究に関与していることが判明する。傷を負った八坂を地下の防空壕に匿い、彼から未来から来たと打ち明けられる。その話を信用した彼は、後に未来の八坂が発見する時間移動に関する資料を書いた。
終盤、物語の根底に関わる重要人物であったことが明かされる。空襲で死んだと思われていたが実は現代まで生き残って大学教授になっており、山代の恩師でもある。横浜大空襲であらし達によって救出され、その後カヤと結婚し、横浜大空襲の全てを記した手紙を残す。
嵐山 麟太郎（）
声 - 小山力也
あらしの兄。大日本帝国海軍少佐であり、喧嘩百段。
1940年の時点で26歳であり、あらしとは13歳離れている。丸山とは親友であり、喧嘩が苦手な彼を何度も助けていた。昭和20年の坊ノ岬沖海戦において、戦艦大和と共に海に沈んだ。
猪田 いく江（いのだ いくえ）
大倉山女学校の教師。あらしとカヤを暖かく見守る恩師であり、あらしの兄である麟太郎とは恋愛関係にあった。方舟の店主の丸山とも、自身の兄を通じた友人。
アメリカ留学経験があり、流暢な英語を話すことができる。敗戦後、女学生を守るため、進駐軍のサロン「猪田ハウス」を作る。
方舟の二代目マスターであり、幽霊のあらしと60年間の夏を歩んだ。
麦さん（）
特高の警部。本名は不明。
当初は反戦分子として猪田を見張っていた。しかしあらしに一喝され、猪田の逮捕を見送ることになる。戦後の日本外交に尽力した白洲次郎とは知り合いらしい。

### アニメオリジナルキャラクター
塩谷（）
声 - 杉田智和
方舟の常連客。
店員に何度となく「塩ください」と頼むのだが、何故かいつもその声は届かない。
十五流 一夫（）
声 - 杉田智和
方舟の常連客の老人男性。
いつも客席で何かを描いたり誰かと連絡をとったりしている。
正体は美少女。
穴守 好実（）
声 - 小林ゆう
美少女漫画家。
十五流の正体。
梅屋敷（）
声 - 小清水亜美
穴守の担当編集者。

## 舞台
横浜市の東急東横線沿いの地域、主に白楽駅および大倉山駅の周辺。あらしが通っていた高等女学校は、大倉精神文化研究所が一時期開設を計画したものの結局実現しなかった旧制高等学校を高等女学校に置き換えた設定となっている。アニメ化の際には、エンディングとして横浜市の大倉山公園と横浜市大倉山記念館の実写映像が使われた。

## 用語
タイムトリップ
あらし達が使用できる能力。特定の人物と“通じる”と、その人物と手を繋ぐことで過去と現在を行き来できる。ただしむやみに使いすぎたり過去の自分に近づくと存在自体が不安定になってしまう。滞在できるのは数時間のみ。
時間の移動は肉体が魂と分離することで起こりうる。右に曲がろうとする人間が無意識に左に曲がっていた時、体は左に曲がるものの心は右に曲がってしまう。それを無意識で絶妙に行うことで場にゆがみが生じる。そのため、次の瞬間に全く違う思考を持っている「女性」が時間を覗ける可能性が高いとされる。現にあらしたち幽霊の如き存在は全員「女性」である。
すなわち、あらしたちは幽体離脱のような状態で現代に存在しているということであり、元の世界で身体は生きているということになる。
幽体状態のあらし達は、写真を撮ってもノイズが入って映らない。
ちなみに“通じた”組み合わせは
- あらしと八坂
- カヤと潤
- 加奈子とグラサン
- やよゐと八坂
- やよゐとジョゼフィーヌ
- やよゐとマスター

である。
大東亜戦争
過去での舞台となっているのは大東亜戦争時下の横浜市である。
作中で加奈子は当時の日本側の呼称に準じ、『太平洋戦争』を『大東亜戦争』と呼んでいる。
ドーリットル空襲に続く本格的空襲が始まる昭和19年冬から、横浜大空襲がある昭和20年5月ごろまでの時期を扱っている。あらしのエピソードで昭和16年ごろの空襲前夜の横浜の状況も描かれている。
あらしたち女学生の防空壕建設や軍需工場への動員（女子挺身隊）、カヤたち外国人の微妙な立場、憲兵や特別高等警察の存在、B-29の爆撃やP-51の機銃掃射等の空襲場面やプロパガンダのポスターや映画など、当時の状況が描かれている。
また、潤とカヤの会話を通じて、空襲が夜間に切り替えられたこと、横浜が原子爆弾投下目標候補であったこと、米空軍の司令部交代人事による戦略爆撃から無差別爆撃への戦略変更、それにともなう焼夷弾攻撃など、当時の戦況が説明されている。
なお、作者は元兵士への取材、空襲や勤労動員に関する資料の調査を行っているが、時代考証については「ゆるめにとらえて下さい」とことわっている。
大倉山高等女学校
あらし達が通っていた戦時中の高等女学校。現在の高校とは違い、裕福で身分が高い家の子供しか入学できなかった。現在は廃校となっている。校舎自体は戦時中そのままの形で残っているが、作中の建物外観や内観の描写には反映されていない。同期の女生徒にとってあらしとカヤは憧れの存在で、演奏会でやよゐの伴奏でカヤがローレライを唄っている。なお、60年前の時点で防空上の観念からセーラー服やスカートなどの制服着用は自重され、女生徒は上はセーラー服か着物で下はモンペ姿になっている。そのため、現代から来たあらしが制服姿で学校内を歩くと級友から注意される場面がある。横浜市港北区に同名の高等女学校が存在したが、本作とは無関係である。

## 書誌情報
- 小林尽 『夏のあらし！』 スクウェア・エニックス〈ガンガンウイングコミックス→ガンガンコミックスJOKER〉、全8巻
  1. 2007年3月27日初版、ISBN 978-4-7575-1960-2
  2. 2007年9月14日初版、ISBN 978-4-7575-2117-9
  3. 2008年3月22日初版、ISBN 978-4-7575-2245-9
  4. 2008年11月27日初版、ISBN 978-4-7575-2436-1
  5. 2009年4月27日初版、ISBN 978-4-7575-2521-4
  6. 2009年9月18日初版、ISBN 978-4-7575-2682-2
  7. 2010年3月20日初版、ISBN 978-4-7575-2824-6
  8. 2010年11月22日初版、ISBN 978-4-7575-3068-3

## テレビアニメ
2009年4月5日より6月28日までテレビ東京および系列各局にて放送された。
2009年6月29日にスターチャイルド公式サイトにて製作が発表され、『夏のあらし! 〜春夏冬中〜』（なつのあらし! あきないちゅう）のタイトルで同年10月から12月までテレビ東京系列にて放送された。

### スタッフ
- 原作 - 小林尽[3]
- 監督 - 新房昭之[3]
- シリーズディレクター - 大沼心（第1期全話、第2期1話 - 7話）、石倉賢一（第2期8話 - 13話）
- シリーズ構成 - 高山カツヒコ[3]
- キャラクターデザイン・総作画監督 - 大田和寛
- 総作画監督 - 伊藤良明
- 美術監督 - 東厚治
- 色彩設計 - 日比野仁
- 撮影監督 - 内村祥平
- 編集 - 関一彦
- 音響監督 - 鶴岡陽太
- 音楽 - ken sato
- プロデューサー - 宮本純乃介
- アニメーションプロデューサー - 久保田光俊
- アニメーション制作 - シャフト[3]
- 制作協力 - ガンジス
- 製作 - 夏のあらし!製作委員会[3]

### 主題歌
夏のあらし!
オープニングテーマ「あたしだけにかけて」
作詞 - aCKy / 作曲 - Sinner / 編曲 - Sinner&パパダイスケ / 歌 - 面影ラッキーホール feat. 後藤まりこ（ミドリ）
エンディングテーマ「キラリフタリ」
作詞 - 松井五郎 / 作曲 - 岡田実音 / 編曲 - 西川進 / 歌 - 白石涼子
第6話エンディングテーマ「ひと夏の経験」
作詞 - 千家和也 / 作曲 - 都倉俊一 / 編曲 - 山本英武 / 歌 - 嵐山小夜子（声：白石涼子）
第11話エンディングテーマ「喝采」
作詞 - 吉田旺 / 作曲 - 中村泰士 / 編曲 - 山本英武 / 歌 - 加奈子（声：堀江由衣）
夏のあらし! 〜春夏冬中〜
オープニングテーマ「おやすみパラドックス」
作詞 - ティカα / 作曲・編曲 - 近田春夫 / 歌 - やくしまるえつこ
TV放送とDVDでは映像が異なる。
エンディングテーマ「乙女の順序」
作詞 - 村野直球 / 作曲 - 岡田実音 / 編曲 - 祖堅正慶 / 歌 - 嵐山小夜子（声：白石涼子）、カヤ（声：名塚佳織）、やよゐ（声：野中藍）、加奈子（声：堀江由衣）
第10話エンディングテーマ「ひと夏の経験」
作詞 - 千家和也 / 作曲 - 都倉俊一 / 編曲 - 山本英武 / 歌 - 嵐山小夜子（声：白石涼子）
第11話エンディングテーマ「キラリフタリ」（DVDのみ）
作詞 - 松井五郎 / 作曲 - 岡田実音 / 編曲 - 西川進 / 歌 - 白石涼子

### 挿入歌
| 話数                     | 曲名                                   | 作詞           | 作曲             | 編曲        | 歌手                                          |
| 夏のあらし!              | 夏のあらし!                            | 夏のあらし!    | 夏のあらし!      | 夏のあらし! | 夏のあらし!                                   |
| ------------------------ | -------------------------------------- | -------------- | ---------------- | ----------- | --------------------------------------------- |
| 1・8                     | 黒ネコのタンゴ                         | 見尾田みずほ   | PAGANO FRANCESCO | 山本英武    | やよゐ（声：野中藍）                          |
| 2                        | 喝采                                   | 吉田旺         | 中村泰士         | 山本英武    | 加奈子（声：堀江由衣）                        |
| 2・7                     | どうにもとまらない                     | 阿久悠         | 都倉俊一         | 山本英武    | マスター（声：生天目仁美）                    |
| 3・13                    | 恋のダイヤル6700                       | 阿久悠         | 井上忠夫         | 山本英武    | 上賀茂潤（声：小見川千明）                    |
| 3・5                     | ひと夏の経験                           | 千家和也       | 都倉俊一         | 山本英武    | 嵐山小夜子（声：白石涼子）                    |
| 4・9                     | 港のヨーコ・ヨコハマ・ヨコスカ         | 阿木燿子       | 宇崎竜童         | 山本英武    | グラサン（声：安元洋貴）                      |
| 5                        | 悪魔がにくい                           | 平田隆夫       | 平田隆夫         | 山本英武    | 嵐山小夜子&八坂一（声：白石涼子&三瓶由布子）  |
| 6・7                     | 夜明けのスキャット                     | 山上路夫       | いずみたく       | 山本英武    | カヤ（声：名塚佳織）                          |
| 7                        | 心の旅                                 | 財津和夫       | 財津和夫         | 山本英武    | 八坂一（声：三瓶由布子）                      |
| 8・13                    | 東京ブギウギ                           | 鈴木勝         | 服部良一         | 山本英武    | 八坂一（声：三瓶由布子）                      |
| 8                        | サウスポー                             | 阿久悠         | 都倉俊一         | 山本英武    | 嵐山小夜子&カヤ（声：白石涼子&名塚佳織）      |
| 9・13                    | 氷の世界                               | 井上陽水       | 井上陽水         | 山本英武    | 上賀茂潤（声：小見川千明）                    |
| 11                       | 早春賦                                 | 吉丸一昌       | 中田章           | 佐々木真理  | 嵐山小夜子&カヤ（声：白石涼子&名塚佳織）      |
| 12・13                   | 少女A                                  | 売野雅勇       | 芹澤廣明         | 山本英武    | 嵐山小夜子（声：白石涼子）                    |
| 12                       | 夢は夜ひらく                           | 石坂まさを     | 曽根幸明         | 山本英武    | マスター（声：生天目仁美）                    |
| 13                       | プレイバックPart2                      | 阿木燿子       | 宇崎竜童         | 山本英武    | カヤ（声：名塚佳織）                          |
| 夏のあらし! 〜春夏冬中〜 |                                        |                |                  |             |                                               |
| 1・13                    | HERO（ヒーローになる時、それは今）     | 甲斐よしひろ   | 甲斐よしひろ     | 山本英武    | グラサン（声：安元洋貴）                      |
| 1                        | 秘密の花園                             | 松本隆         | 呉田軽穂         | 山本英武    | やよゐ（声：野中藍）                          |
| 2                        | 夏休み                                 | 吉田拓郎       | 吉田拓郎         | 山本英武    | 八坂一（声：三瓶由布子）                      |
| 3                        | 異邦人                                 | 久保田早紀     | 久保田早紀       | 山本英武    | 加奈子（声：堀江由衣）                        |
| 3・13                    | プレイバックPart1                      | 阿木燿子       | 馬飼野康二       | 山本英武    | マスター（声：生天目仁美）                    |
| 3・10                    | みずいろの雨                           | 三浦徳子       | 八神純子         | 山本英武    | マスター（声：生天目仁美）                    |
| 4・7                     | 想い出がいっぱい                       | 阿木燿子       | 鈴木キサブロー   | 山本英武    | 八坂一（声：三瓶由布子）                      |
| 5                        | ギャランドゥ                           | もんたよしのり | もんたよしのり   | 山本英武    | グラサン（声：安元洋貴）                      |
| 6・13                    | 勝手にしやがれ                         | 阿久悠         | 大野克夫         | 山本英武    | 上賀茂潤（声：小見川千明）                    |
| 7                        | ギザギザハートの子守唄                 | 康珍化         | 芹澤廣明         | 山本英武    | 上賀茂潤（声：小見川千明）                    |
| 8                        | あらしわらべ歌                         | 植竹須美男     | 川田瑠夏         | 山本英武    | 嵐山小夜子（声：白石涼子）                    |
| 9                        | 淋しい熱帯魚                           | 及川眠子       | 尾関昌也         | 山本英武    | やよゐ&加奈子（声：野中藍&堀江由衣）          |
| 9                        | 時をかける少女                         | 松任谷由実     | 松任谷由実       | 山本英武    | 嵐山小夜子、カヤ、やよゐ、加奈子              |
| 10                       | セーラー服と機関銃                     | 来生えつこ     | 来生たかお       | 山本英武    | 嵐山小夜子（声：白石涼子）                    |
| 11                       | Romanticが止まらない                   | 松本隆         | 筒美京平         | 山本英武    | 加奈子（声：堀江由衣）                        |
| 11                       | コンピューターおばあちゃん             | 伊藤良一       | 伊藤良一         | 山本英武    | やよゐ（声：野中藍）                          |
| 12                       | 昭和ブルース                           | 山上路夫       | 佐藤勝           | 山本英武    | グラサン（声：安元洋貴）                      |
| 12                       | 天城越え                               | 吉岡治         | 弦哲也           | 山本英武    | カヤ（声：名塚佳織）                          |
| 12                       | プレイバックPart2                      | 阿木燿子       | 宇崎竜童         | 山本英武    | カヤ（声：名塚佳織）                          |
| 12                       | レーダーマン                           | 高橋修         | 泉水敏郎         | 山本英武    | 穴守好実（声：小林ゆう）                      |
| 12                       | ハイスクールララバイ                   | 松本隆         | 細野晴臣         | 山本英武    | 塩谷 feat.山代武士&十五流一夫（声：杉田智和） |
| 13                       | 君たちキウイ・パパイア・マンゴーだね。 | 中原めいこ     | 中原めいこ       | 山本英武    | 嵐山小夜子&カヤ（声：白石涼子&名塚佳織）      |

### 各話リスト
サブタイトルは1970年代から1980年代に発表された楽曲（懐メロ）のタイトルとなっている。
| 01                       | プレイバックPart2                      | 高山カツヒコ | 島津裕行       | 大沼心         | 潮月一也                                                    |
| 02                       | 少女A                                  | 高山カツヒコ | 宮崎修治       | 大沼心         | 岩崎泰介                                                    |
| 03                       | 守ってあげたい                         | 高山カツヒコ | 森義博         | 森義博         | 中山初絵                                                    |
| 04                       | 想い出がいっぱい                       | 高山カツヒコ | 石倉賢一       | 石倉賢一       | 梶浦紳一郎、田中穣、高野晃久                                |
| 05                       | 秘密の花園                             | 高山カツヒコ | 宮崎修治       | 宮崎修治       | 牛島希                                                      |
| 06                       | 恋におちて                             | 赤尾でこ     | 飯村正之       | 飯村正之       | 小島彰、潮月一也                                            |
| 07                       | 他人の関係                             | 赤尾でこ     | 島津裕行       | 大沼心         | 伊藤良明、大森英敏                                          |
| 08                       | 勝手にしやがれ                         | 高山カツヒコ | 石倉賢一       | 石倉賢一       | 岩崎たいすけ、大森英敏 伊藤良明、牛島希、実原登             |
| 09                       | HERO （ヒーローになる時、それは今）    | 高山カツヒコ | 宮崎修治       | 大沼心         | 中山初絵                                                    |
| 10                       | 異邦人                                 | 赤尾でこ     | 森義博         | いわもとやすお | 山縣亜紀                                                    |
| 11                       | 世界は二人のために                     | 赤尾でこ     | 森義博         | 森義博         | 相坂ナオキ、大森英敏                                        |
| 12                       | 時の流れに身をまかせ                   | 高山カツヒコ | 中澤勇一       | 飯村正之       | 潮月一也、梶浦紳一郎                                        |
| 13                       | プレイバックPart1                      | 高山カツヒコ | 大沼心         | 大沼心         | 岩崎たいすけ、潮月一也、高野晃久 中山初絵、伊藤良明、実原登 |
| 夏のあらし! 〜春夏冬中〜 |                                        |              |                |                |                                                             |
| 01                       | 夏休み                                 | 高山カツヒコ | 大沼心         | 大沼心         | 大田和寛                                                    |
| 02                       | ギャランドゥ                           | 高山カツヒコ | 中澤勇一       | 石倉賢一       | 中澤勇一                                                    |
| 03                       | 時をかける少女                         | 高山カツヒコ | 森義博         | 森義博         | 梶浦紳一郎                                                  |
| 04                       | みずいろの雨                           | 高山カツヒコ | いわもとやすお | いわもとやすお | 山縣亜紀                                                    |
| 05                       | Romanticが止まらない                   | 赤尾でこ     | 高村彰         | 遠藤晋         | 原田峰文                                                    |
| 06                       | ギザギザハートの子守唄                 | 赤尾でこ     | 飯村正之       | 森義博         | 潮月一也、高野晃久                                          |
| 07                       | 天城越え                               | 赤尾でこ     | 中澤勇一       | 龍輪直征       | 実原登、中澤勇一、松尾真彦                                  |
| 08                       | コンピューターおばあちゃん             | 植竹須美男   | 石倉賢一       | 石倉賢一       | 潮月一也、岩崎安利、杉山延寛                                |
| 09                       | 淋しい熱帯魚                           | 高山カツヒコ | 小俣真一       | いわもとやすお | 山縣亜紀                                                    |
| 10                       | 昭和ブルース                           | 高山カツヒコ | 飯村正之       | 飯村正之       | 鎌田均                                                      |
| 11                       | ハイスクールララバイ                   | 赤尾でこ     | 森義博         | 森義博         | 実原登、松尾真彦                                            |
| 12                       | レーダーマン                           | 小林尽       | 小林尽         | 遠藤晋         | 原田峰文                                                    |
| 13                       | 君たちキウイ・パパイア・マンゴーだね。 | 高山カツヒコ | 龍輪直征       | 石倉賢一       | 実原登、中澤勇一                                            |

### 放送局
| 放送地域                 | 放送局         | 放送期間                      | 放送日時                                |
| 夏のあらし!              | 夏のあらし!    | 夏のあらし!                   | 夏のあらし!                             |
| ------------------------ | -------------- | ----------------------------- | --------------------------------------- |
| 関東広域圏               | テレビ東京     | 2009年4月5日 - 6月28日        | 日曜 25時30分 - 26時00分                |
| 福岡県                   | TVQ九州放送    | 2009年4月6日 - 6月29日        | 月曜 26時53分 - 27時23分                |
| 大阪府                   | テレビ大阪     | 2009年4月7日 - 6月30日        | 火曜 26時05分 - 26時35分                |
| 愛知県                   | テレビ愛知     | 2009年4月8日 - 7月1日         | 水曜 25時28分 - 25時58分                |
| 岡山県・香川県           | テレビせとうち | 2009年4月9日 - 7月2日         | 木曜 25時58分 - 26時28分                |
| 北海道                   | テレビ北海道   | 2009年4月10日 - 7月3日        | 金曜 26時00分 - 26時30分                |
| 日本全国                 | AT-X           | 2009年4月11日 - 7月4日        | 土曜 8時30分 - 9時00分 （リピートあり） |
| 夏のあらし! 〜春夏冬中〜 |                |                               |                                         |
| 関東広域圏               | テレビ東京     | 2009年10月4日 - 12月27日      | 日曜 25時30分 - 26時00分                |
| 福岡県                   | TVQ九州放送    | 2009年10月5日 - 2010年1月4日  | 月曜 26時53分 - 27時23分                |
| 大阪府                   | テレビ大阪     | 2009年10月6日 - 2010年1月5日  | 火曜 26時05分 - 26時35分                |
| 愛知県                   | テレビ愛知     | 2009年10月7日 - 12月28日      | 水曜 25時28分 - 25時58分                |
| 岡山県・香川県           | テレビせとうち | 2009年10月8日 - 2010年1月7日  | 木曜 25時58分 - 26時28分                |
| 北海道                   | テレビ北海道   | 2009年10月9日 - 2010年1月8日  | 金曜 26時00分 - 26時30分                |
| 日本全国                 | AT-X           | 2009年10月10日 - 2010年1月2日 | 土曜 8時30分 - 9時00分 （リピートあり） |

### Cパート
やよゐが読んだ本のことを加奈子に語ろうとするが、毎回その題名を忘れてしまい、その作品の「あらすじ」と「決まった口癖」を加奈子に語り、どんな題名だったのかを思い出そうとする……という小芝居が演じられる。
アニメ本編中ではその答えとなる題名は明かされていないが、発売されたDVDに付属のブックレットにてその元ネタが解説されている。
第1期
- 第1話 - （なし）
- 第2話 - ドラえもん
- 第3話 - がきデカ
- 第4話 - 北斗の拳
- 第5話 - キャプテン翼、るろうに剣心、聖闘士星矢
- 第6話 - まいっちんぐマチコ先生
- 第7話 - おぼっちゃまくん
- 第8話 - Dr.スランプ、キン肉マン
- 第9話 - さよなら絶望先生
- 第10話 - 奇面組

あらし・潤・カヤ・マスターが担当。
- 第11話 - ガラスの仮面

あらし・潤・カヤ・マスターが担当。
- 第12話 - キテレツ大百科、夏のあらし!

「夏のあらし!」ネタでは、やよゐと加奈子の他、あらし・八坂・潤・カヤ・マスター・グラサンも加わり主要キャラクターが全員参加。
- 第13話 - 罪と罰

塩谷・十五流・あらしが担当。
第2期
- 第1話 - マジンガーZ（DVD追加）
- 第2話 - キューティーハニー（DVD追加）
- 第3話 - ルパン三世（DVD追加）
- 第4話 - 美少女戦士セーラームーン
- 第5話 - 魔法の天使クリィミーマミ
- 第6話 - 秘密戦隊ゴレンジャー、ミスター味っ子

1回目のネタではあらし・カヤが担当。
- 第7話 - さすがの猿飛
- 第8話 - オバケのQ太郎
- 第9話 - Gu-Guガンモ（DVD追加）
- 第10話 - ゲッターロボ（DVD追加）
- 第11話 - 魔神英雄伝ワタル2
- 第12話 - まんが日本昔ばなし（DVD追加）
- 第13話 - 夏のあらし!

やよゐと加奈子の他、あらし・八坂・潤・カヤ・マスター・グラサンも加わり主要キャラクターが全員参加。

## インターネットラジオ『方舟休憩室』
『方舟休憩室』（はこぶねきゅうけいしつ）は、『夏のあらし!』に関連したインターネットラジオ番組。テレビアニメ1期の終了後、2009年7月4日よりスターチャイルド公式サイトにて隔週土曜日に配信された。

### パーソナリティ
- 小見川千明（第1回 - 第3回）
- 安元洋貴（第4回 - 第6回、特別編）

### コーナー
方舟伝言板
「ふつおた」を紹介するコーナー。
あの時の私！
失敗してしまった過去の自分に対するアドバイスを募集するコーナー。
すてきなおはなし！
アニメ中のCパートでやよゐが加奈子に語って聞かせるように、他作品の紹介と特徴的な一言を募集するコーナー。
夏休みのあらし！
夏休みに関するエピソードを募集する、夏休みに期間を限定したコーナー。

### ゲスト
- #1 : 白石涼子（嵐山小夜子役）
- #2 : 三瓶由布子（八坂一役）
- #3 : 名塚佳織（カヤ役）
- #4 : 生天目仁美（マスター役）
- #5 : 野中藍（やよゐ役）
- #6 : 堀江由衣（加奈子役）
- 特別編 :  杉田智和（山代武士役）、小林尽（原作者）